# Piorunkowice
Piorunkowice is een dorp in de Poolse woiwodschap Opole. De plaats maakt deel uit van de gemeente Prudnik en telt 206 inwoners.

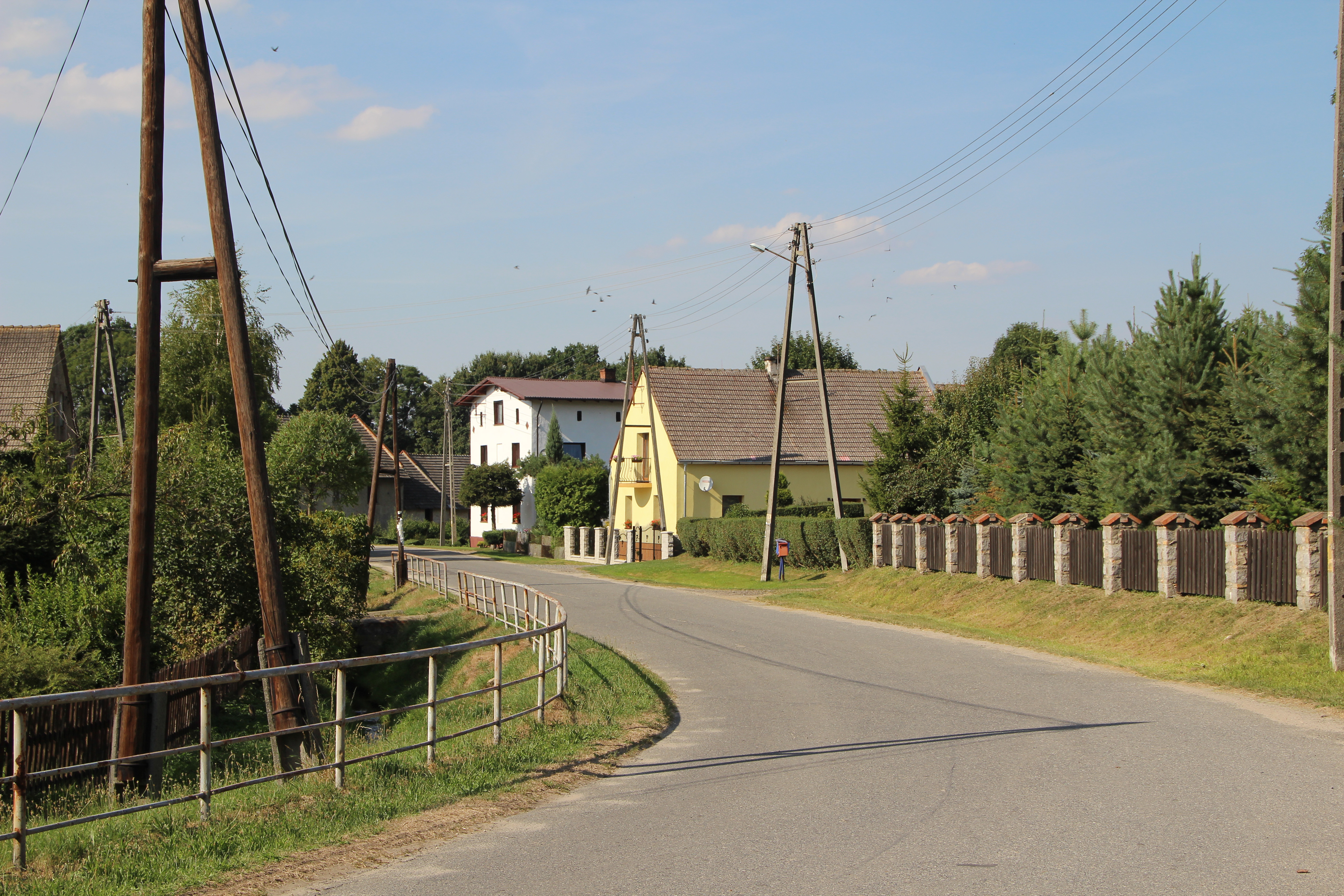